# Quetzaltenango

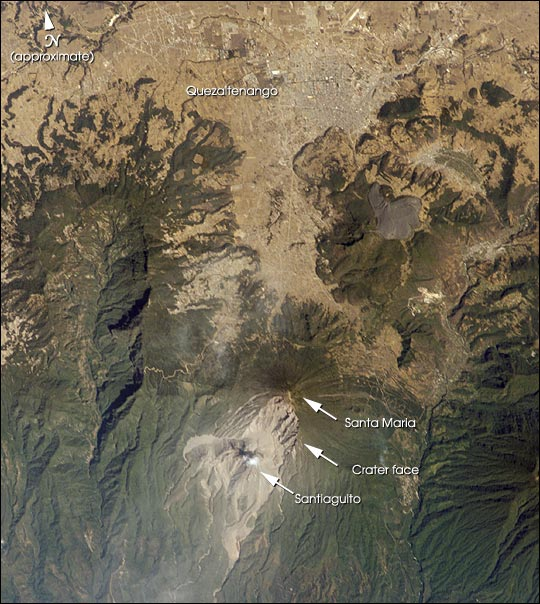
Xela am Fuß des Vulkans Santa María

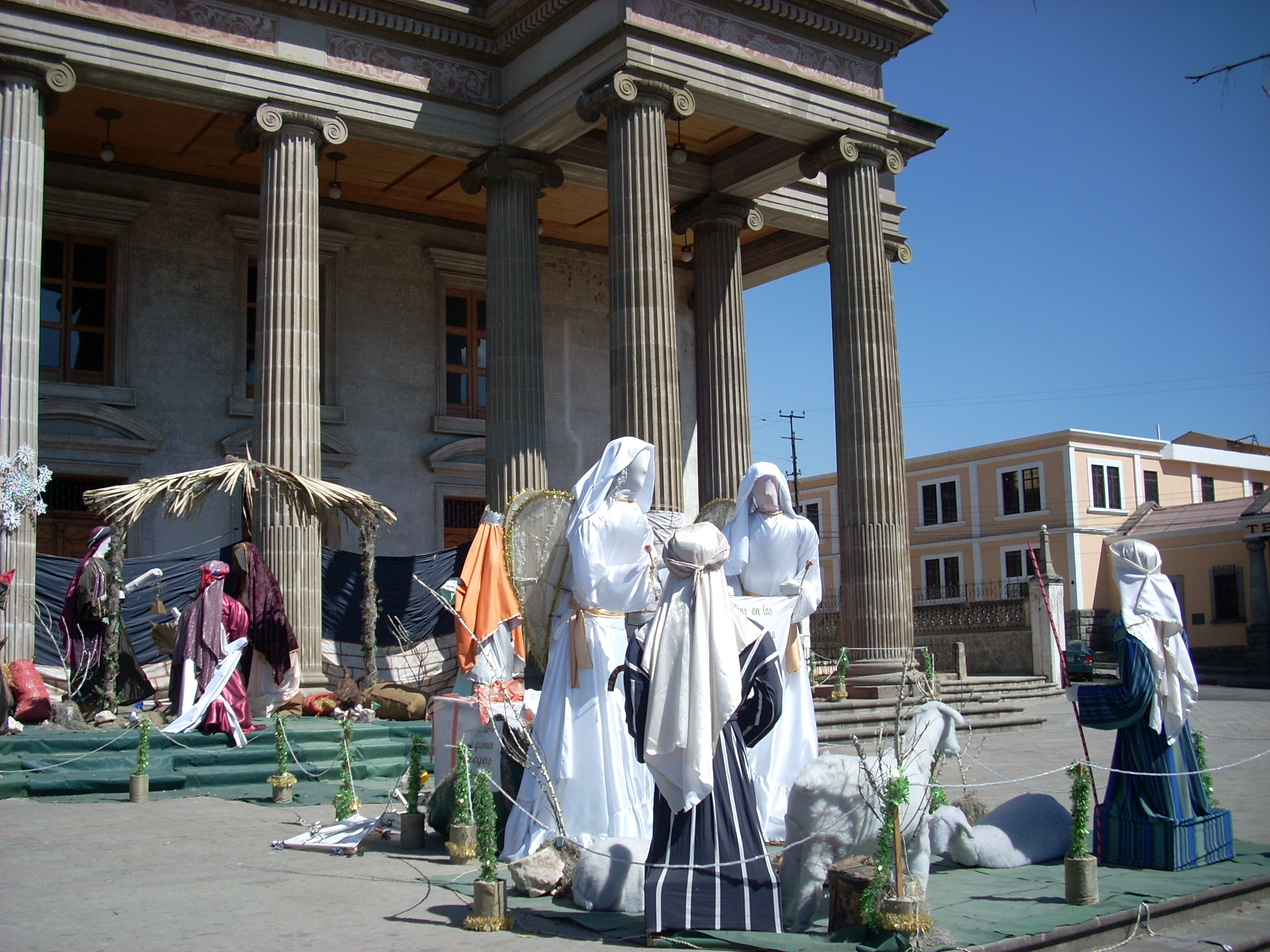
Weihnachtskrippe vor dem Theater

Quetzaltenango, auch unter dem Maya-Namen Xelajú (ausgesprochen als „Sche-La-Chu“) oder seiner Kurzform Xela bekannt, ist die zweitgrößte Stadt Guatemalas und die Hauptstadt des gleichnamigen Departamentos.
Die im Südwesten Guatemalas auf 2234 m Höhe nahe der Panamericana gelegene Stadt hat ungefähr 140.000 Einwohner.

## Geographie
Quetzaltenango liegt etwa 200 km westnordwestlich von Guatemala-Stadt in einem der größten Täler der guatemaltekischen Sierra Madre. Südwestlich der Stadt erheben sich die Vulkane Cerro Quemado, Santa María und Siete Orejas, die eine natürliche Grenze zum pazifischen Tiefland bilden. Das 127 km² große, dicht besiedelte Municipio Quetzaltenango hat ausgesprochen fruchtbare Böden vulkanischen Ursprungs, deren landwirtschaftliche Nutzung schrittweise zugunsten der städtebaulichen und industriellen Entwicklung zurückweichen musste. Das Klima in Quetzaltenango ist gemäßigt bis kalt. Die Temperaturen können nachts, insbesondere zwischen Dezember und Februar, unter den Gefrierpunkt fallen. Die Regenzeit dauert in der Regel von Mai bis November.

## Geschichte
Die ursprünglich auf dem Gebiet lebenden Mam-Maya wurden im 14. Jahrhundert von den expandierten Quiché nach Nordwesten vertrieben. Im Jahr 1524 gelang es den spanischen Konquistadoren unter Pedro de Alvarado und ihren Verbündeten, in der Nähe der Stadt die Quiché entscheidend zu schlagen. Der letzte Quiché-König Tecun Uman wurde von den Spaniern in der Stadt getötet. Die Spanier gaben der Stadt Xelajú (alter Name) den Nahuatl-Namen, der von ihren zentralmexikanischen (vor allem tlaxcaltekischen) Verbündeten verwendet wurde, Quetzaltenango (entweder „Quetzal-Ort“ oder „Ort, an dem Mauern errichtet wurden“). Während der Kolonialzeit entwickelte sich die Stadt zum Handelszentrum im westlichen Hochland.
Nach der Unabhängigkeit von Spanien erhielt Quetzaltenango im Jahr 1825 die Stadtrechte. Von 1838 bis 1840 war es die Hauptstadt von Los Altos, einem der Staaten der Zentralamerikanischen Konföderation. Als die Union zerbrach, wurde die Stadt von Rafael Carrera erobert und wieder ein Teil Guatemalas. Quetzaltenango betrachtete sich jedoch weiterhin als Konkurrent von Guatemala-Stadt, insbesondere in den Bereichen Kultur und Wirtschaft. 1845 wurde Quetzaltenango Hauptstadt des gleichnamigen Departamentos. Die Stadt wurde in neoklassizistischem Stil ausgebaut und erlebte gegen Ende des 19. Jahrhunderts einen wirtschaftlichen Boom, der direkt oder indirekt auf dem verstärkten Anbau von Kaffee beruhte. Zum wirtschaftlichen Erfolg trugen vor allem deutsche, österreichische und italienische Einwanderer bei, und nicht zuletzt die von ihnen beschäftigten und oft ausgebeuteten „Indigenas“.
Im Jahr 1902 zerstörte der jetzt ruhende Vulkan Santa María die Stadt fast vollständig, und damit auch ihre jahrzehntelangen Bestrebungen, Guatemala-Stadt wirtschaftlich und kulturell zu übertreffen. Beim Wiederaufbau versuchte man, architektonisch wenigstens teilweise an die Größe des vergangenen Jahrhunderts anzuknüpfen. Trotz Vervierfachung der Einwohnerzahlen erholte sich die Stadt nie richtig von den Folgen des Vulkanausbruchs.

## Bevölkerung
In Quetzaltenango leben vorwiegend Ladinos und Quichés. Hoch- und Fachschulen ziehen viele junge Leute aus der näheren und weiteren Umgebung an. Quetzaltenango gilt gemeinhin als zweitgrößte Stadt Guatemalas, obwohl Mixco und Villa Nueva mit jeweils etwa einer halben Million Einwohner deutlich größer sind. Letztere gehören jedoch zum Ballungsraum der Hauptstadt und werden im Allgemeinen als Teil von Guatemala-Stadt betrachtet. Quetzaltenango bildet in jedem Fall das zweitgrößte Ballungsgebiet des Landes.

## Wirtschaft und Verkehr
Heute ist Quetzaltenango dank seiner Lage zwischen Guatemala-Stadt, Mexiko und dem Pazifik ein relativ wohlhabendes Dienstleistungs- und Handelszentrum mit mehreren Universitäten. Zu den Produkten der Fertigungsindustrie gehören Wolle, Baumwolle, Textilien, Schuhe, Lebensmittelkonserven und Bier. Die Stadt ist außerdem in den letzten Jahren zu einem der touristischen Zentren Guatemalas geworden, unter anderem weil sie sich sehr gut als Ausgangspunkt für Touren im westlichen Hochland eignet. Wie in Antigua Guatemala haben sich in Quetzaltenango viele Sprachschulen einen guten Ruf erworben. Vorwiegend Nordamerikaner und Europäer lernen hier in einem vergleichsweise ruhigen Umfeld Spanisch.
Quetzaltenango ist über die Nationalstraßen 1 und 9 sowie über die einige Kilometer nördlich verlaufende Panamericana (CA 1 Interamericana) recht gut mit Guatemala-Stadt, dem übrigen Hochland und mit dem westlichen pazifischen Tiefland verbunden. Guatemala-Stadt kann man sowohl über die im Hochland verlaufende kurvige Interamericana erreichen, als auch über Retalhuleu und Escuintla im Tiefland, wo es mehrspurige Fernstraßen gibt. In den 1930er Jahren hatte Quetzaltenango einen Bahnanschluss. Die technisch sehr anspruchsvolle, elektrifizierte Eisenbahnstrecke nach Retalhuleu (Ferrocarril de Los Altos) bauten Krupp und AEG. Mangels wirtschaftlicher Rentabilität und wegen eines Erdrutsches musste der Betrieb schon nach wenigen Jahren eingestellt werden. Der öffentliche Personennahverkehr wird in Quetzaltenango hauptsächlich von Bussen durchgeführt. Die Stadt hat einen kleinen, unlängst modernisierten Verkehrsflughafen.

## Sehenswürdigkeiten
Die Sehenswürdigkeiten beschränken sich auf die neoklassizistischen Gebäude um den Parque Centroamérica in der Altstadt. Dazu gehört die ehemalige Zentrale der 1883 gegründeten Banco de Occidente, einer der ältesten Banken Guatemalas, die vor einigen Jahren jedoch vollständig von der Banco Industrial übernommen wurde. Weitere Attraktionen sind das Rathaus, die Kathedrale, das Kulturzentrum Casa de la Cultura und schließlich das Eisenbahnmuseum Museo del Ferrocarril de Los Altos. Dazu kommen noch Einkaufszentren, die von italienischen Architekten geplante, kürzlich renovierte Ladenpassage Pasaje Enríquez und etliche kleinere Geschäfte und Kneipen. Weiter im Norden befindet sich das prunkvolle Teatro Municipal mit seiner beeindruckenden Fassade.
An Ostern wird die Semana Santa ähnlich aufwändig gefeiert wie in Antigua Guatemala.

## Söhne und Töchter der Stadt
- María Encarnación del Corazón de Jesús (1820–1886), Nonne, erste Selige Guatemalas
- Manuel Lisandro Barillas Bercián (1845–1907), Präsident Guatemalas
- Manuel José Estrada Cabrera (1857–1924), Präsident Guatemalas
- Ricardo Castillo (1894–1966), Komponist
- Domingo Bethancourt (1906–1980), Komponist
- Jacobo Arbenz Guzmán (1913–1971), Präsident Guatemalas
- Mario Camposeco (1921–1951), Fußballspieler
- Gerardo Humberto Flores Reyes (1925–2022), katholischer Geistlicher, Bischof von Verapaz, Cobán
- Julio Amílcar Bethancourt Fioravanti (1937–2006), römisch-katholischer Geistlicher, Bischof von Santa Rosa de Lima
- Jorge Inés (* 1945), Radrennfahrer

## Städtepartnerschaften
- Livermore, Kalifornien, USA
- Tromsø, Norwegen